# David Morris Lee
David Morris Lee (Rye, Nova York, 1931) és un físic i professor universitari estatunidenc guardonat amb el Premi Nobel de Física l'any 1996.

## Biografia
Va néixer el 20 de gener de 1931 a la població de Rye, situada a l'estat nord-americà de Nova York. Va estudiar física a la Universitat Harvard, on es llicencià el 1952, per posteriorment aconseguir l'any 1955 el doctorat a la Universitat Yale. Des d'aquell any és professor de física a la Universitat Cornell.

## Recerca científica
Interessat en els superfluids, l'any 1972 publicà un treball, conjuntament amb Robert Coleman Richardson i Douglas Dean Osheroff, sobre l'isòtop heli-3. En aquest treball demostraven com l'heli, un gas inert present a la natura, aconseguia adoptar una fluïdesa desconeguda a l'aproximar-se al zero absolut (-273 °C).
L'any 1996 fou guardonat, conjuntament amb els seus dos col·laboradors, amb el Premi Nobel de Física pels seus descobriments en superfluids amb l'isòtop Heli-3.